# Octopart
Octopart.com és un motor de recerca de components electrònics i industrials amb seu a Nova York, NY. Agrega components de distribuïdors i fabricants en línia, facilitant-ne la cerca i la compra. És gratuït per als usuaris i, a l'agost de 2014, més de 700.000 visitants únics cerquen a la base de dades de 30 milions de components electrònics al mes. La missió d'Octopart és "obrir l'accés a les dades de les peces per al disseny, l'aprovisionament i la fabricació".
Octopart va ser creat per tres estudiants de grau de física, Andres Morey, Sam Wurzel i Harish Agarwal, el 2007. Després de tenir la idea del lloc i de deixar l'escola de postgrau, Morey i Wurzel van treballar amb Y Combinator de Paul Graham i Jessica Livingston. L'empresa és rendible des del 2010. Octopart treballa actualment amb alguns dels distribuïdors més grans del sector.
L'agost de 2015 Octopart va anunciar que s'havien convertit en una subsidiària de propietat total d'Altium Limited, però que operaran de manera independent de la seva seu a la ciutat de Nova York.